# Molosses d'Asnières
 (février 2019).
Si vous disposez d'ouvrages ou d'articles de référence ou si vous connaissez des sites web de qualité traitant du thème abordé ici, merci de compléter l'article en donnant les références utiles à sa vérifiabilité et en les liant à la section « Notes et références ».
Stade
Maillots
Saison en cours
Les Molosses d'Asnières est un club sportif français de football américain fondé en 1992.
Créé à Boulogne-Billancourt, il est actuellement basé à Asnières-sur-Seine en banlieue parisienne.
Après avoir été Champion de France de Division 3 en 1995, les Molosses évoluent ensuite en Division 2 entre 1996 et 1998. Ils rejoignent ensuite le Championnat Élite (Division 1) en 1998. Ils participent à quatre demi-finales entre 1998 et 2003 et sont finalistes en 1999.
Le club est relégué en Division 2 après la saison 2006. La saison suivante, ils atteignent la finale du championnat de Division 2 mais sont battus par les Iron Mask de Cannes. Le club rejoint néanmoins la Division Élite mais est relégué de suite. Après une nouvelle saison en Division 2, les Molosses retrouvent l'Élite en 2009 pour redescendre aussitôt.
Ils rejoignent à nouveau la Division 1 en 2012 après avoir remporté deux titres consécutifs de Champion de France de Division 2 (2010 et 2011) et après avoir battu Templiers d’Élancourt 26 à 19. Malgré une place de finaliste du championnat de France en 2014, les Molosses sont relégués en division 2 en 2015 mais retrouvent l'Élite dès la saison 2018.
Les Molosses possèdent également une tradition de flag très importante. Leurs équipes masculines, féminines et mixtes ont de nombreux titres à leur actif.

## Palmarès
| Compétitions nationales | Équipe réserve (Sénior B)                                                                                              |
| --- | --- |
| - Championnat de France de D1 (Élite) - Vice-Champion (2) : 1999, 2014 - Championnat de France de D2 - Champion (3) : 2010, 2011 et 2017 - Vice-champion (1) 2008 - Championnat de D3 - Champion (1) : 1995 - Vice-champion (1) 1994 | - Championnat de France de D3 - Finaliste Conférence Nord (1) 2014 - Championnat d'Île-de-France - Champion (1) : 2011 |
| Compétitions de jeunes | Compétitions féminines                                                                                                 |
| - Championnat de France U16 - Vice-Champion (2) : 2004 et 2016 - Championnat de France U19 - Vice-champion : 2015 - Champion (1) : 2016                                                                                              | - Challenge Féminin - Champion (4) : 2015, 2016, 2017, 2018                                                            |

## Bilan saison par saison

### Tableau récapitulatif
| Championnat de France | Championnat de France     | Championnat de France     | Championnat de France     | Championnat de France     | Championnat de France     | Championnat de France     | Championnat de France     | Championnat de France     | Championnat de France     | Championnat de France          | Championnat de France          | Coupe d’Europe                 |
| --------------------- | ------------------------- | ------------------------- | ------------------------- | ------------------------- | ------------------------- | ------------------------- | ------------------------- | ------------------------- | ------------------------- | ------------------------------ | ------------------------------ | ------------------------------ |
| Saison                | Division                  | Classement                | MJ                        | V                         | N                         | D                         | FF                        | PP                        | PC                        | Playoffs                       | Barrages                       | Coupe d’Europe                 |
| 1994(1)               | D3                        | -                         | 0                         | 0                         | 0                         | 0                         | 0                         | 0                         | 0                         | Finaliste                      | -                              | -                              |
| 1995(1)               | D3                        | 2e poule                  | 3                         | 2                         | 0                         | 1                         | 0                         | 050                       | 015                       | Champion                       | -                              | -                              |
| 1996                  | D2                        | 3e poule                  | 9                         | 4                         | 0                         | 5                         | 0                         | 087                       | 159                       | -                              | -                              | -                              |
| 1997(1)               | D2                        | 1er poule                 | 4                         | 4                         | 0                         | 0                         | 0                         | 113                       | 035                       | Quart de finaliste             | -                              | -                              |
| 1998                  | D1                        | 2e poule nord             | 10                        | 6                         | 1                         | 3                         | 0                         | 154                       | 146                       | Demi-finaliste                 | -                              | -                              |
| 1999                  | D1                        | 2e poule nord             | 10                        | 8                         | 0                         | 2                         | 0                         | 282                       | 147                       | Finaliste                      | -                              | -                              |
| 2000                  | D1                        | 2e poule                  | 9                         | 7                         | 0                         | 2                         | 0                         | 255                       | 155                       | Demi-finaliste                 | -                              | EFL, Huitième de finaliste     |
| 2001                  | D1                        | 4e poule                  | 9                         | 2                         | 0                         | 7                         | 0                         | 176                       | 252                       | 1er tour (Wild-Cards)          | -                              | -                              |
| 2002                  | D1                        | 2e poule                  | 10                        | 6                         | 0                         | 4                         | 0                         | 206                       | 203                       | Demi-finaliste                 | -                              | -                              |
| 2003                  | D1                        | 3e                        | 8                         | 2                         | 1                         | 5                         | 0                         | 107                       | 148                       | Demi-finaliste                 | -                              | -                              |
| 2004                  | D1                        | 6e                        | 10                        | 1                         | 0                         | 9                         | 0                         | 072                       | 218                       | -                              | -                              | -                              |
| 2005                  | D1                        | 3e poule sud              | 10                        | 4                         | 0                         | 6                         | 0                         | 182                       | 253                       | -                              | -                              | -                              |
| 2006                  | D1                        | 4e poule nord             | 10                        | 1                         | 0                         | 9                         | 0                         | 115                       | 281                       | -                              | -                              | -                              |
| 2007                  | D1                        | 4e poule sud              | 10                        | 2                         | 0                         | 8                         | 0                         | 142                       | 315                       | -                              | -                              | -                              |
| 2008(1)               | D2                        | 1er poule nord            | 5                         | 5                         | 0                         | 0                         | 0                         | 0                         | 0                         | Finaliste                      | -                              | -                              |
| 2009                  | D1                        | 5e poule nord             | 10                        | 1                         | 0                         | 8                         | 1                         | 060                       | 368                       | -                              | -                              | -                              |
| 2010                  | D2                        | 1er poule Nord            | 10                        | 9                         | 0                         | 1                         | 0                         | 361                       | 115                       | Champion                       | D1/D2, annulé                  | -                              |
| 2011                  | D2                        | 1er poule                 | 10                        | 9                         | 1                         | 0                         | 0                         | 450                       | 088                       | Champion                       | D1/D2, victoire                | -                              |
| 2012                  | D1                        | 5e                        | 10                        | 5                         | 0                         | 5                         | 0                         | 218                       | 187                       | -                              | -                              | -                              |
| 2013                  | D1                        | 5e                        | 10                        | 5                         | 0                         | 5                         | 0                         | 230                       | 202                       | -                              | -                              | -                              |
| 2014                  | D1                        | 3e                        | 8                         | 5                         | 0                         | 3                         | 0                         | 218                       | 176                       | Finaliste                      | -                              | -                              |
| 2015                  | D1                        | 7e                        | 10                        | 3                         | 0                         | 7                         | 0                         | 198                       | 245                       | -                              | -                              | -                              |
| 2016                  | D2                        | 1er poule Nord            | 11                        | 8                         | 0                         | 3                         | 0                         | 296                       | 174                       | Quart de finaliste             | -                              | -                              |
| 2017                  | D2                        | 1er poule Nord            | 10                        | 9                         | 0                         | 1                         | 0                         | 242                       | 078                       | Champion                       | -                              | -                              |
| 2018                  | D1                        | 4e                        | 10                        | 6                         | 1                         | 3                         | 0                         | 272                       | 195                       | Demi-finaliste                 | -                              | -                              |
| 2019                  | D1                        | 1er conférence Nord       | 10                        | 8                         | 2                         | 0                         | 0                         | 172                       | 048                       | -                              | -                              | -                              |
| 2020                  | D1                        | Conférence Nord           | 3                         | 2                         | 0                         | 1                         | 0                         | 082                       | 066                       | Saison non terminée (Covid-19) | Saison non terminée (Covid-19) | Saison non terminée (Covid-19) |
| 2021                  | Saison annulée (Covid-19) | Saison annulée (Covid-19) | Saison annulée (Covid-19) | Saison annulée (Covid-19) | Saison annulée (Covid-19) | Saison annulée (Covid-19) | Saison annulée (Covid-19) | Saison annulée (Covid-19) | Saison annulée (Covid-19) | Saison annulée (Covid-19)      | Saison annulée (Covid-19)      | Saison annulée (Covid-19)      |
| 2022                  | D1                        | 4e conférence A           | 10                        | 4                         | 0                         | 6                         | 0                         | 190                       | 240                       | -                              | -                              | -                              |
| 2023                  | D1                        | 4e conférence A           | 10                        | 4                         | 1                         | 5                         | 0                         | 176                       | 240                       | -                              | -                              | -                              |
| 2024                  | D1                        | 4e conférence A           | 8                         | 3                         | 1                         | 4                         | 0                         | 237                       | 149                       | -                              | -                              | -                              |

- Champion ou vainqueur
- Vice-champion ou finaliste
- Promu
- Barrage de promotion
- Relégué
- Barrage de relégation

(1) Résultats incomplets.

### Bilan
Statistiques arrêtées au 24 mai 2015.
| Compétitions           | Type           | Participations | MJ  | V   | N | D   | FF | PP    | PC    |
| ---------------------- | -------------- | -------------- | --- | --- | - | --- | -- | ----- | ----- |
| Championnat de France  |                |                |     |     |   |     |    |       |       |
| D1 - Casque de diamant | Saison         | 15             | 144 | 58  | 2 | 83  | 1  | 2 615 | 3 296 |
| D1 - Casque de diamant | Playoffs       | 7              | 12  | 5   | 0 | 7   | 0  | 245   | 254   |
| D1 - Casque de diamant | Total          | 22             | 156 | 63  | 2 | 90  | 1  | 2 860 | 3 550 |
| D2 - Casque d’or       | Saison(1)      | 5              | 38  | 31  | 1 | 6   | 0  | 1 011 | 397   |
| D2 - Casque d’or       | Playoffs       | 4              | 9   | 7   | 0 | 2   | 0  | 200   | 89    |
| D2 - Casque d’or       | Barrages D1/D2 | 2(2)           | 1   | 1   | 0 | 0   | 0  | 26    | 19    |
| D2 - Casque d’or       | Total          | 11             | 48  | 39  | 1 | 8   | 0  | 1 237 | 505   |
| D3 - Casque d'argent   | Saison(1)      | 2              | 3   | 2   | 0 | 1   | 0  | 50    | 15    |
| D3 - Casque d'argent   | Playoffs(1)    | 2              | 7   | 6   | 0 | 1   | 0  | 69    | 30    |
| D3 - Casque d'argent   | Total          | 4              | 10  | 8   | 0 | 2   | 0  | 119   | 45    |
| Total France           | Total France   | 37             | 214 | 110 | 3 | 100 | 1  | 4 216 | 4 100 |
| Coupe d'Europe EFAF    |                |                |     |     |   |     |    |       |       |
| EFL                    | Saison         | 1              | 2   | 1   | 0 | 1   | 0  | 48    | 25    |
| EFL                    | Playoffs       | 1              | 1   | 0   | 0 | 1   | 0  | 27    | 49    |
| EFL                    | Total          | 2              | 3   | 1   | 0 | 2   | 0  | 75    | 74    |
| Total Europe           | Total Europe   | 2              | 3   | 1   | 0 | 2   | 0  | 75    | 74    |
| TOTAL Général          | TOTAL Général  | 39             | 217 | 111 | 3 | 102 | 1  | 4 291 | 4 174 |

(1) Résultats incomplets.
(2) En 2010, le match de barrage contre les Templiers d'Élancourt est annulé.